# 謝赫區
謝赫區是索馬利亞時期的一個區，位於該國東北部的托格代爾州，而該州實際上由索馬利蘭政府控制。首府為謝赫。

## 外部鏈結
- 謝赫區行政區域圖（页面存档备份，存于）